# Shahbaz Bhatti
Clement Shahbaz Bhatti (Lahore, 9 settembre 1968 – Islamabad, 2 marzo 2011) è stato un politico pakistano, venerato come servo di Dio dalla Chiesa cattolica.

## Biografia
Figlio di una famiglia di cristiani cattolici del villaggio di Khushpur, Bhatti nacque a Lahore nel 1968.
Nel 1985 fondò il movimento All Pakistan Minorities Alliance (Apma) di cui divenne presidente. Fu anche capo del Christian Liberation Front, costituito nel 1998. Laureato in legge, dal 2002 faceva parte del Pakistan People's Party (Partito Popolare Pakistano) e ottenne un posto nel governo pakistano uscito vincitore dalle elezioni del 2003, ma fu rimosso dall'incarico nel novembre dello stesso anno. Nel 2008 sotto il presidente Asif Ali Zardari, fu nominato ministro per le minoranze; era l'unico cattolico presente nel governo. All'epoca disse che accettava l'incarico per il bene degli emarginati del Pakistan e che aveva dedicato la propria vita alla lotta per l'uguaglianza umana, della giustizia sociale, libertà religiosa, e per elevare e dare potere alle comunità delle minoranze religiose. Aggiunse che avrebbe voluto inviare un messaggio di speranza alle persone che vivono una vita di illusione e disperazione, e dichiarò anche il suo impegno a riformare la legge sulla blasfemia. Nei mesi passati come ministro, prese misure a sostegno delle minoranze religiose, tra cui una campagna per promuovere il dialogo interreligioso, la proposta di una legislazione per vietare discorsi di incitamento all'odio e proponendo di assegnare seggi in parlamento per le minoranze religiose.

## L'assassinio
Nel 2009, iniziarono a giungergli minacce di morte, dopo la sua difesa dei cristiani pakistani, che avevano subito attacchi e violenze in diverse regioni del Paese. Le minacce di morte aumentarono in seguito alla sua difesa della cristiana Asia Bibi, condannata a morte per blasfemia.
La mattina del 2 marzo 2011, lasciata la casa della madre per recarsi al lavoro, il veicolo su cui viaggiava (privo di scorta) fu attaccato da un gruppo di uomini armati, che aprì il fuoco sul ministro, ferendolo gravemente. L'autista riuscì a salvarsi, mentre Bhatti morì nel trasferimento in ospedale. Secondo alcune fonti, Bhatti, consapevole dei rischi che correva, aveva chiesto al governo una scorta, che non gli era mai stata data. L'omicidio fu rivendicato dal gruppo "Tehrik-i-Taliban Punjab".
Meno di due mesi prima (il 4 gennaio), anche il governatore del Punjab, Salmaan Taseer, era stato ucciso per la sua presa di posizione contro la legge sulla blasfemia.
In seguito all'omicidio, il fratello di Shahbaz, Paul Bhatti, prese il posto del fratello nel governo Pakistano per le minoranze religiose.

## Reazioni
- Pakistan - Dure condanne furono espresse dai vescovi pakistani. L'arcivescovo di Lahore, Lawrence Saldanha, disse che: Si tratta di un perfetto, tragico esempio dell'insostenibile clima di intolleranza che viviamo in Pakistan. Chiediamo al governo, alle istituzioni, a tutto il paese, di riconoscere e affrontare con decisione tale questione, perché si ponga fine a questo stato di cose, in cui la violenza trionfa.
Secondo il vice presidente della Conferenza Episcopale del Pakistan, monsignor Joseph Coutts, l'omicidio era "il segno del fanatismo che colpisce in modo indiscriminato tutti coloro che sono impegnati nella difesa della verità, della giustizia e della pace"[9].
Il vescovo di Islamabad-Rawalpindi, monsignor Rufin Anthony affermò che: Il ministro viveva sotto costante minaccia e il governo non ha saputo garantirgli un'adeguata sicurezza[10].
Il presidente del Pakistan, Ali Zardari, disse che "L'assassinio di Bhatti è il risultato di una mentalità negativa e dell'intolleranza. Dobbiamo combattere questa mentalità e sconfiggere gli assassini. Non ci faremo intimidire né ci ritireremo"[11].
Secondo l'assistente e portavoce di Zardari, Farahnaz Ispahani, l'uccisione di Bhatti faceva parte di una "campagna concertata per sopprimere ogni voce progressista, liberale e umanitaria in Pakistan". "È venuto il momento - disse - per il governo nazionale e per i governi federali di parlare chiaro, e di prendere una posizione ferma contro questi assassini per salvare l'essenza stessa del Pakistan"[10].
Il giorno successivo all'attentato, furono proclamati tre giorni di lutto nazionale. Lo stesso giorno, il 3 marzo, la comunità cattolica pakistana organizzò cortei e fiaccolate di preghiera per le strade delle principali città del Paese[12].
- Santa Sede - Benedetto XVI chiese che l'assassinio di Shahbaz Bhatti "svegli nelle coscienze l'impegno a tutelare la libertà religiosa"[13]. Il direttore della Sala Stampa Vaticana , padre Federico Lombardi, espresse dolore e preoccupazione per "l'inqualificabile atto di violenza", rinnovando la propria vicinanza ai cristiani pakistani[14].
- Italia - Sulla facciata del Ministero degli Esteri, fu posta una gigantografia di Shahbaz Bhatti, per non dimenticare "un ministro che ha fatto tanto per le libertà religiose e la difesa dei cristiani del Pakistan"[15].
Il presidente della repubblica, Giorgio Napolitano, di fronte al Consiglio per i diritti umani delle Nazioni Unite a Ginevra, si disse "profondamente scioccato e sgomento" per la morte di Bhatti, aggiungendo che gruppi vulnerabili, quali sono le comunità cristiane in alcuni Paesi, richiedono speciale protezione"[16].